# Romeinse burgeroorlog (350-353)
De Romeinse burgeroorlog van 350–353  was een oorlog tussen de Romeinse keizers Constantius II en de usurpator Magnentius.

## Achtergrond
Met de dood van Constantijn I in 337 na Christus werd het Romeinse Rijk verdeeld onder zijn drie zonen uit het huwelijk met Fausta. Constantijn II kreeg Gallië, Spanje en Brittannië, Constantius II kreeg Klein-Azië, Egypte en Syria en Constans I kreeg Italië, Noord-Afrika en Illyricum. Tussen de drie broers was veel jaloezie. Constantijn II had een hekel aan zijn jongere broers omdat ze zijn anciënniteit als oudste, en dus als senior augustus, niet respecteerden. Ontevreden over de verdeling van de provincies, viel hij in 340 na Christus Italië binnen, maar werd in een hinderlaag gedood door de troepen van Constans, die vervolgens de controle van al zijn provincies overnam.
Constans, die een slechte relatie had met de generaals van zijn leger, werd in 350 omvergeworpen door een militaire samenzwering en gedood terwijl hij vluchtte. Door zijn leger werd de barbaarse officier Magnentius tot nieuwe keizer uitgeroepen die vervolgens in conflict kwam met Constantius, de enige overgebleven zoon van Constantijn I.

## Burgeroorlog

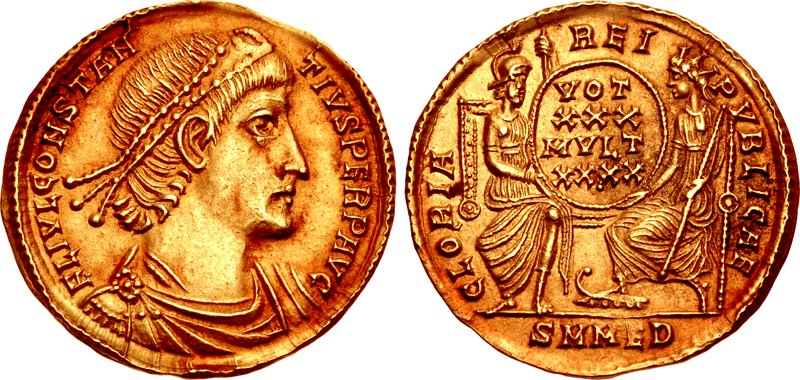
Gouden solidus, gemunt net na de burgeroorlog met de tekst: “Lang leve de republiek"

Na de opstand tegen Constans marcheerde Constantius westwaarts om de moord op zijn broer te wreken. Magnentius op zijn buurt besloot Illyricum binnen te vallen, en aanvankelijk presteerde zijn leger erg goed. Desalniettemin veranderde dit drastisch toen zijn troepen op 28 september 351 in gevecht raakten met het leger van Constantius in de slag bij Mursa. Bij de gevechten waren in totaal 95.000 troepen betrokken en vielen 55.000 slachtoffers, waarmee deze veldslag tot een van de bloedigste behoort in de Romeinse geschiedenis. Magnentius verloor en vluchtte naar Noord-Italië, terwijl Constantius langzaamaan de controle over Afrika, Spanje en Zuid-Italië terugkreeg. Magnentius trok zich terug in Gallië, waar Constantius hem op 3 juli 353 opnieuw aanviel en versloeg in de slag bij Mons Seleucus. Magnentius vluchtte opnieuw, trok zich terug in Lugdunum waar hij op 11 augustus 353 zelfmoord pleegde met zijn zwaard. Na de nederlaag van Magnentius liet Constantius de volgelingen en aanhangers van Magnentius opsluiten, martelen en vermoorden.